# Polypedates assamensis
Espèce
Polypedates assamensis est une espèce d'amphibiens de la famille des Rhacophoridae.

## Répartition
Cette espèce est endémique du district de Dhemaji en Assam en Inde.

## Étymologie
Son nom d'espèce, composé de assam et du suffixe latin -ensis, « qui vit dans, qui habite », lui a été donné en référence au lieu de sa découverte, l’État d'Assam..

## Publication originale
- Mathew & Sen, 2009 : Studies on little known amphibian species of north east India. Records of the Zoological Survey of India, Occasional Paper, no 293, p. 1-64.